# Каміла Алвес
Каміла Алвес (порт. Camila Alves; 28 січня 1982, Белу-Оризонті, Мінас-Жерайс, Бразилія) — бразильська фотомодель, телеведуча, акторка і дизайнерка. 

## Життєпис
У 2001 році Алвес переїхала в США з Бразилії і незабаром почала кар'єру моделі в Нью-Йорку.
З 9 червня 2012 одружена з актором Меттью МакКонахі, з яким зустрічалася 5 років. Мають троє дітей: син Леві Алвес-МакКонахі (нар. 07.07.2008), дочка Віда Алвес-Макконахі (нар. 03.01.2010) і син Лівінгстон Алвес-Макконахі (нар. 28.12 .2012).